# Ислам Латински
Ислам Латински је насељено мјесто у Равним Котарима, у сјеверној Далмацији. Припада општини Поседарје у Задарској жупанији, Република Хрватска.

## Географија
Налази се 19 километара сјевероисточно од Задра, у близини Новиградског мора.

## Историја
Ислам Латински се од распада Југославије до јануара 1993. године налазио у Републици Српској Крајини.

## Култура
У Исламу Латинском се налази римокатоличка црква Св. Николе.

## Становништво
Према попису из 1991. године, Ислам Латински је имао 957 становника, од чега 740 Хрвата, 187 Срба и 30 осталих. Према попису становништва из 2001. године, Ислам Латински је имао 436 становника. Према попису из 2011. године, Ислам Латински је имао 284 становника.
| Демографија | Демографија | Демографија |
| Година      | Становника  | Становника  |
| ----------- | ----------- | ----------- |
| 1961.       | 641         |             |
| 1971.       | 653         |             |
| 1981.       | 606         |             |
| 1991.       | 688         |             |
| 2001.       | 436         |             |
| 2011.       |             | 284         |

## Попис 1991.
На попису становништва 1991. године, насељено место Ислам Латински је имало 957 становника, следећег националног састава:
| Попис 1991.‍  | Попис 1991.‍  | Попис 1991.‍ | Попис 1991.‍ | Попис 1991.‍ |
| ------------ | ------------ | ----------- | ----------- | ----------- |
|              |              |             |             |             |
| Хрвати       | Хрвати       |             | 740         | 77,32%      |
| Срби         | Срби         |             | 187         | 19,54%      |
| Словенци     | Словенци     |             | 1           | 0,10%       |
| неопредељени | неопредељени |             | 14          | 1,46%       |
| регион. опр. | регион. опр. |             | 1           | 0,10%       |
| непознато    | непознато    |             | 14          | 1,46%       |
| укупно: 957  |              |             |             |             |

## Презимена
- Радошевић — Православци, славе Св. Василија Великог
- Парента — Православци, славе Св. Николу
- Цвјетановић — Православци, славе Ђурђевдан